# Federico di Schwarzburg
Federico Günther, Principe di Schwarzburg (Großharthau, 5 marzo 1901 – Monaco di Baviera, 9 novembre 1971), è stato il capo del Casato di Schwarzburg ed erede dei principati di Schwarzburg-Rudolstadt e Schwarzburg-Sondershausen.

## Biografia

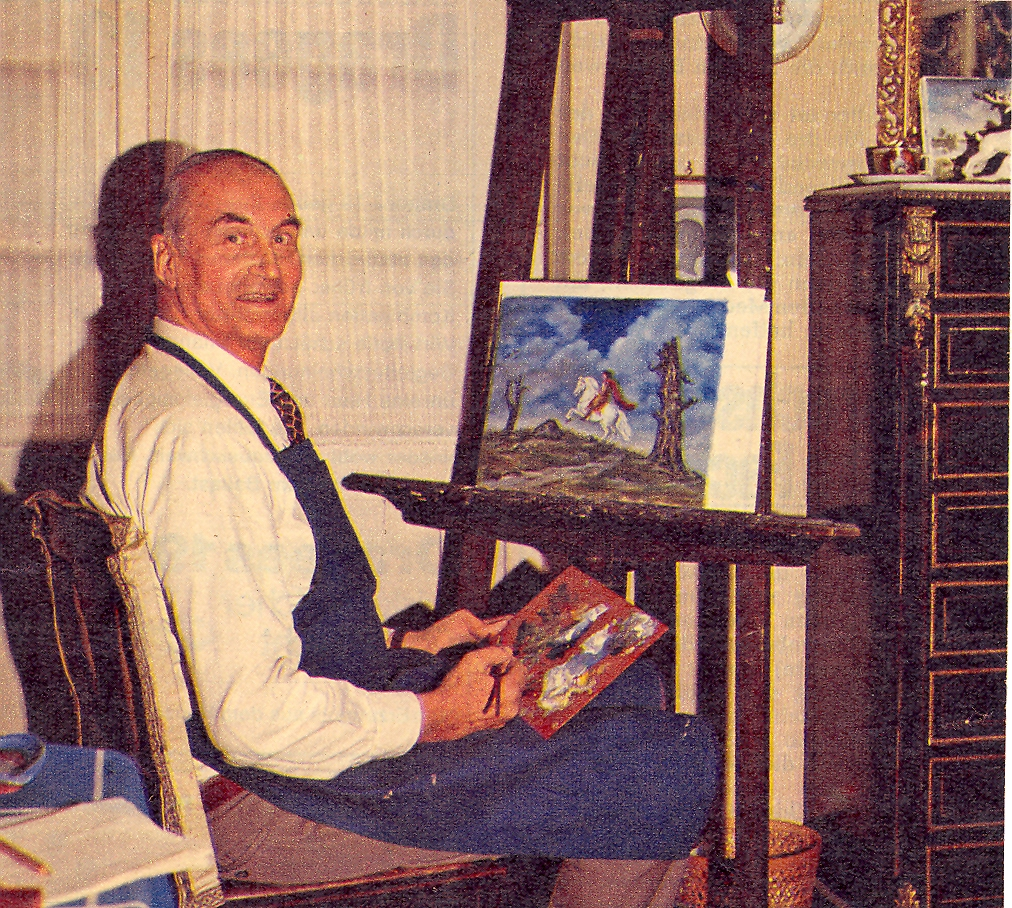
Federico di Schwarzburg

Nacque a Großharthau, nel regno di Sassonia, ultimogenito del principe Sizzo di Schwarzburg (1860-1926) e di sua moglie la principessa Alessandra di Anhalt (1868-1958). Cinque anni prima della sua nascita, il 21 aprile 1896, suo padre era stato riconosciuto come membro della dinastia Schwarzburg, non avendo avuto in precedenza diritti dinastici a causa del matrimonio morganatico dei suoi genitori. Nel 1909 i due principati Schwarzburg furono uniti in una unione personale sotto il principe Günther di Schwarzburg-Rudolstadt per l'estinzione della linea di Sondershausen; a quel punto il principe Federico divenne secondo in linea di successione al principato. A seguito dello scoppio della rivoluzione tedesca, il principe Günther di Schwarzburg abdicò il 22 novembre 1918, ponendo così fine al regno del casato di Schwarzburg.
Dopo la morte dell'ultimo principe regnante di Schwarzburg, il 16 aprile 1925, il padre di Federico successe come capo della casata di Schwarzburg. Un anno dopo, il 24 marzo 1926, il padre del principe Federico morì, facendo di lui il nuovo principe (Fürst) di Schwarzburg e capo della casa.

## Matrimonio
Il 7 aprile 1938 a Heinrichau (attuale Henryków in Slesia), sposò la principessa Sofia di Sassonia-Weimar-Eisenach (1911-1988), figlia maggiore di Guglielmo Ernesto, granduca di Sassonia-Weimar-Eisenach. Il matrimonio fu breve e, meno di un anno dopo, il 1º novembre 1938, divorziarono. Nel 1969 il principe Federico adottò Hans Peter Fuhrmann (nato nel 1939).

## Morte e successione
Dopo la sua morte, avvenuta nel 1971 a Monaco di Baviera, la casa di Schwarzburg si estinse. La successione, tuttavia, all'interno di questa dinastia avveniva secondo la legge semi-salica, cioè in caso di estinzione di tutti i dinasti di sesso maschile, come è accaduto con la morte del principe Federico, le femmine possono ereditare. Di conseguenza, l'erede corrente ai principati di Schwarzburg è Federico Magnus, conte di Solms-Wildenfels (nato nel 1927), figlio della principessa Maria Antonietta di Schwarzburg (1898-1984), sorella del principe Federico.

## Ascendenza
|                                               |                                  |                                        | Genitori                                      |  |  | Nonni |  |  | Bisnonni                                       |  |  | Trisnonni                                    |  |
|                                               |                                  |                                        |                                               |  |  |       |  |  | 8. Luigi Federico II di Schwarzburg-Rudolstadt |  |  | 16. Federico Carlo di Schwarzburg-Rudolstadt |  |
|                                               |                                  |                                        |                                               |  |  |       |  |  | 8. Luigi Federico II di Schwarzburg-Rudolstadt |  |  | 16. Federico Carlo di Schwarzburg-Rudolstadt |  |
|                                               |                                  | 17. Augusta di Schwarzburg-Rudolstadt  |                                               |  |  |       |  |  | 8. Luigi Federico II di Schwarzburg-Rudolstadt |  |  |                                              |  |
| 4. Federico Günther di Schwarzburg-Rudolstadt |                                  |                                        |                                               |  |  |       |  |  | 8. Luigi Federico II di Schwarzburg-Rudolstadt |  |  |                                              |  |
|                                               |                                  | 9. Carolina Luisa di Assia-Homburg     | 18. Federico V d'Assia-Homburg                |  |  |       |  |  |                                                |  |  |                                              |  |
|                                               |                                  | 9. Carolina Luisa di Assia-Homburg     | 18. Federico V d'Assia-Homburg                |  |  |       |  |  |                                                |  |  |                                              |  |
|                                               |                                  | 9. Carolina Luisa di Assia-Homburg     | 19. Carolina d'Assia-Darmstadt                |  |  |       |  |  |                                                |  |  |                                              |  |
| 2. Sizzo di Schwarzburg                       |                                  | 9. Carolina Luisa di Assia-Homburg     |                                               |  |  |       |  |  |                                                |  |  |                                              |  |
|                                               |                                  | 10. Giorgio Bernardo di Anhalt-Dessau  | 20. Federico di Anhalt-Dessau                 |  |  |       |  |  |                                                |  |  |                                              |  |
|                                               |                                  | 10. Giorgio Bernardo di Anhalt-Dessau  | 20. Federico di Anhalt-Dessau                 |  |  |       |  |  |                                                |  |  |                                              |  |
|                                               |                                  | 10. Giorgio Bernardo di Anhalt-Dessau  | 21. Amalia d'Assia-Homburg                    |  |  |       |  |  |                                                |  |  |                                              |  |
| 5. Helene von Reina                           |                                  | 10. Giorgio Bernardo di Anhalt-Dessau  |                                               |  |  |       |  |  |                                                |  |  |                                              |  |
|                                               |                                  | 11. Therese von Erdmannsdorff          | 22. Julius Bernhard Richard von Erdmannsdorff |  |  |       |  |  |                                                |  |  |                                              |  |
|                                               |                                  | 11. Therese von Erdmannsdorff          | 22. Julius Bernhard Richard von Erdmannsdorff |  |  |       |  |  |                                                |  |  |                                              |  |
|                                               |                                  | 11. Therese von Erdmannsdorff          | …                                             |  |  |       |  |  |                                                |  |  |                                              |  |
| 1. Federico di Schwarzburg                    |                                  | 11. Therese von Erdmannsdorff          |                                               |  |  |       |  |  |                                                |  |  |                                              |  |
|                                               | 12. Leopoldo IV di Anhalt-Dessau | 24. Federico di Anhalt-Dessau (= 20)   |                                               |  |  |       |  |  |                                                |  |  |                                              |  |
|                                               | 12. Leopoldo IV di Anhalt-Dessau | 24. Federico di Anhalt-Dessau (= 20)   |                                               |  |  |       |  |  |                                                |  |  |                                              |  |
|                                               | 12. Leopoldo IV di Anhalt-Dessau | 25. Amalia d'Assia-Homburg (= 21)      |                                               |  |  |       |  |  |                                                |  |  |                                              |  |
| 6. Federico I di Anhalt                       | 12. Leopoldo IV di Anhalt-Dessau |                                        |                                               |  |  |       |  |  |                                                |  |  |                                              |  |
|                                               |                                  | 13. Federica di Prussia                | 26. Luigi di Prussia                          |  |  |       |  |  |                                                |  |  |                                              |  |
|                                               |                                  | 13. Federica di Prussia                | 26. Luigi di Prussia                          |  |  |       |  |  |                                                |  |  |                                              |  |
|                                               |                                  | 13. Federica di Prussia                | 27. Federica di Meclemburgo-Strelitz          |  |  |       |  |  |                                                |  |  |                                              |  |
| 3. Alessandra di Anhalt                       |                                  | 13. Federica di Prussia                |                                               |  |  |       |  |  |                                                |  |  |                                              |  |
|                                               |                                  | 14. Edoardo di Sassonia-Altenburg      | 28. Federico di Sassonia-Altenburg            |  |  |       |  |  |                                                |  |  |                                              |  |
|                                               |                                  | 14. Edoardo di Sassonia-Altenburg      | 28. Federico di Sassonia-Altenburg            |  |  |       |  |  |                                                |  |  |                                              |  |
|                                               |                                  | 14. Edoardo di Sassonia-Altenburg      | 29. Carlotta di Meclemburgo-Strelitz          |  |  |       |  |  |                                                |  |  |                                              |  |
| 7. Antonietta di Sassonia-Altenburg           |                                  | 14. Edoardo di Sassonia-Altenburg      |                                               |  |  |       |  |  |                                                |  |  |                                              |  |
|                                               |                                  | 15. Amalia di Hohenzollern-Sigmaringen | 30. Carlo di Hohenzollern-Sigmaringen         |  |  |       |  |  |                                                |  |  |                                              |  |
|                                               |                                  | 15. Amalia di Hohenzollern-Sigmaringen | 30. Carlo di Hohenzollern-Sigmaringen         |  |  |       |  |  |                                                |  |  |                                              |  |
|                                               |                                  | 15. Amalia di Hohenzollern-Sigmaringen | 31. Maria Antonietta Murat                    |  |  |       |  |  |                                                |  |  |                                              |  |
|                                               |                                  | 15. Amalia di Hohenzollern-Sigmaringen |                                               |  |  |       |  |  |                                                |  |  |                                              |  |